# Chasan Isajev
Chasan Murselov Isaev (bulharsky Хасан Мурселов Исаев; * 9. listopadu 1952 Biserci, Bulharsko) je bývalý bulharský zápasník, volnostylař. Zvítězil na olympijských hrách, mistrovství světa a Evropy.